# Cristian Ludueña
Cristian Ludueña (Córdoba, provincia de Córdoba, Argentina, 4 de enero de 2003) es un futbolista argentino. Juega como mediocampista en San Martín (SJ) de la Primera B Nacional cedido por Talleres de Córdoba.

## Trayectoria
Llegó al club cuando tenía 11 años y en octubre de 2020 se sumó al plantel superior de Talleres luego de firmar su primer contrato profesional.
Debutó ante el Emelec por un partido de la Copa Sudamericana 2021. En 2021 con tan solo 18 años ganó el Premio Estímulo entregado por La Voz del Interior.
A principios del año 2023, se marchó cedido a San Martín (SJ), hasta diciembre de 2023.

## Clubes
| Club                     | País      | Año             |
| ------------------------ | --------- | --------------- |
| Talleres de Córdoba      | Argentina | 2020 -          |
| San Martín (SJ) (cedido) | Argentina | 2023 - presente |